# China Open 2017
Il China Open 2017 è stato un torneo di tennis giocato sui campi di cemento all'aperto. È stata la 19ª edizione del torneo maschile, che appartiene al circuito ATP Tour 500 nell'ambito dell'ATP World Tour 2017, e la 21ª del torneo femminile facente parte della categoria Premier nell'ambito del WTA Tour 2017. Sia gli incontri maschili che quelli femminili si sono giocati all'Olympic Green Tennis Center di Pechino, Cina, dal 2 all'8 ottobre 2017.

## Partecipanti ATP

### Teste di serie
| Nazionalità | Giocatore             | Ranking* | Testa di serie |
| ----------- | --------------------- | -------- | -------------- |
| Spagna      | Rafael Nadal          | 1        | 1              |
| Germania    | Alexander Zverev      | 4        | 2              |
| Bulgaria    | Grigor Dimitrov       | 8        | 3              |
| Spagna      | Pablo Carreño Busta   | 10       | 4              |
| Spagna      | Roberto Bautista Agut | 13       | 5              |
| Stati Uniti | John Isner            | 17       | 6              |
| Rep. Ceca   | Tomáš Berdych         | 19       | 7              |
| Australia   | Nick Kyrgios          | 20       | 8              |

* Ranking al 25 settembre 2017.

### Altri partecipanti
I seguenti giocatori hanno ricevuto una wildcard per il tabellone principale:
- Juan Martín del Potro
- Wu Di
- Zhang Ze

Il seguente giocatore è entrato in tabellone come special exempt:
- Damir Džumhur

I seguenti giocatori sono passati dalle qualificazioni:

- Steve Darcis
- Marcel Granollers
- Malek Jaziri
- Dušan Lajović

## Partecipanti WTA

### Teste di serie
| Nazionalità | Giocatrice           | Ranking* | Testa di serie |
| ----------- | -------------------- | -------- | -------------- |
| Spagna      | Garbiñe Muguruza     | 1        | 1              |
| Romania     | Simona Halep         | 2        | 2              |
| Ucraina     | Elina Svitolina      | 3        | 3              |
| Rep. Ceca   | Karolína Plíšková    | 4        | 4              |
| Danimarca   | Caroline Wozniacki   | 6        | 5              |
| Regno Unito | Johanna Konta        | 7        | 6              |
| Russia      | Svetlana Kuznecova   | 9        | 7              |
| Slovacchia  | Dominika Cibulková   | 10       | 8              |
| Lettonia    | Jeļena Ostapenko     | 8        | 9              |
| Germania    | Angelique Kerber     | 12       | 10             |
| Polonia     | Agnieszka Radwańska  | 11       | 11             |
| Rep. Ceca   | Petra Kvitová        | 18       | 12             |
| Francia     | Kristina Mladenovic  | 14       | 13             |
| Stati Uniti | Coco Vandeweghe      | 16       | 14             |
| Stati Uniti | Sloane Stephens      | 17       | 15             |
| Lettonia    | Anastasija Sevastova | 19       | 16             |

* Ranking al 25 settembre 2017.

### Altre partecipanti
Le seguenti giocatrici hanno ricevuto una wildcard per il tabellone principale:
- Eugenie Bouchard
- Duan Yingying
- Marija Šarapova
- Wang Yafan
- Zhu Lin

Le seguenti giocatrici sono passate dalle qualificazioni:

- Lara Arruabarrena
- Jennifer Brady
- Madison Brengle
- Varvara Lepchenko
- Magda Linette
- Christina McHale
- Andrea Petković
- Carina Witthöft

## Campioni

### Singolare maschile
Rafael Nadal ha sconfitto in finale  Nick Kyrgios con il punteggio di 6–2, 6–1.
- È il settantacinquesimo titolo in carriera per Nadal, il sesto della stagione.

### Singolare femminile
Caroline Garcia ha sconfitto in finale  Simona Halep con il punteggio di 6–4, 7–6(3).
- È il quinto titolo in carriera per Garcia, il secondo della stagione.

### Doppio maschile
Henri Kontinen /  John Peers hanno sconfitto in finale  John Isner /  Jack Sock con il punteggio di 6–3, 3–6, [10–7].

### Doppio femminile
Latisha Chan /  Martina Hingis hanno sconfitto in finale  Tímea Babos /  Andrea Sestini Hlaváčková con il punteggio di 6–1. 6–4.